# Stanislao Eula
Stanislao Eula (Mondovì, 10 giugno 1818 – Novara, 10 aprile 1886) è stato un vescovo cattolico italiano.

## Biografia
Stanislao Eula nacque a Mondovì il 10 giugno 1818.
Dal 1859 al 1876 ricoprì l'incarico di canonico e arciprete della cattedrale di Torino, che mantenne fino a quando venne nominato vescovo di Novara, il 28 gennaio 1876. Durante il suo episcopato portò a termine una visita pastorale.
A lui si deve la riforma dei percorsi di studio nei seminari diocesani.
Morì a Novara il 10 aprile 1886, due mesi esatti prima del suo sessantottesimo genetliaco.

## Genealogia episcopale
La genealogia episcopale è:
- Cardinale Scipione Rebiba
- Cardinale Giulio Antonio Santori
- Cardinale Girolamo Bernerio, O.P.
- Arcivescovo Galeazzo Sanvitale
- Cardinale Ludovico Ludovisi
- Cardinale Luigi Caetani
- Cardinale Ulderico Carpegna
- Cardinale Paluzzo Paluzzi Altieri degli Albertoni
- Papa Benedetto XIII
- Papa Benedetto XIV
- Papa Clemente XIII
- Cardinale Giovanni Carlo Boschi
- Cardinale Bartolomeo Pacca
- Papa Gregorio XVI
- Cardinale Lodovico Altieri
- Cardinale Luigi Oreglia di Santo Stefano
- Vescovo Stanislao Eula